# مشکل‌ساز
مشکل‌ساز (به انگلیسی: Problématique) دومین آلبوم استودیویی از خوانندهٔ آلمانی کیم پتراس می‌باشد که در ۱۸ سپتامبر سال ۲۰۲۳ از سوی آمیگو و ریپابلیک به‌صورت غافل‌گیرانه منتشر گردید. در اصل قرار بود مشکل‌ساز به‌عنوان نخستین آلبوم استودیویی پتراس منتشر شود تا اینکه چندبار به تأخیر افتاد و در سال ۲۰۲۲ انتشار آن لغو شد و اهریمنو سیر کن (۲۰۲۳) جایش را گرفت.